# 谷口悟朗
谷口 悟朗（たにぐち ごろう、1966年10月18日 - ）は、愛知県日進市出身のアニメーション監督・演出家、プロデューサー。フリー。日本映画学校（現・日本映画大学）卒業。

## 人物
愛知県立昭和高等学校を卒業。日本映画学校には「新聞配達」の奨学金制度を使い、学業と共に務めた。
もともと実写志望でドキュメンタリーを撮ったりしていた。しかし「助監督歴何十年」だらけで人余りだった実写業界に不安を抱く。ついでにアニメの勉強もしようと教務課に相談したところ、掛須秀一から「AICとJ.C.という会社に伝手があるけど、AICにはこの前別な人紹介しちゃったから、J.C.でどうだ？」「お前はJ.C.な」などといわれて、「J.C.」が何なのかすら分からないままJ.C.STAFF配属となり、制作として出世するも演出から離れてしまったため一旦退職。知り合いづてで雑誌でAV評論をしており、AV業界に行こうと考えていたが、サンライズが演出募集をしていたためアニメ業界に復帰した。絵は描けないが当時人手不足だったので予想通りにわりと早く監督に就任し『ONE PIECE 倒せ!海賊ギャンザック』（1998年、Production I.G）で初監督を務める。
J.C.STAFFでは1989年制作のOVAである『アーシアン』で制作進行として参加。その後、制作デスクとなり『風魔の小次郎シリーズ』や『暗黒神伝承 武神』に参加。
サンライズでは1991年放映のテレビアニメ『絶対無敵ライジンオー』に参加。当初は、設定制作だったが、後に同作品の総集編（第45話「発表!防衛組大百科!!」）で初の演出を担当。その後「エルドランシリーズ」、「ガンダムシリーズ」、「勇者シリーズ」などの演出を手がけた。
メディアに顔を出すのを控えていたが、サンライズ初のNHK作品となった『プラネテス』で原作者の幸村誠が取材を受ける際に、幸村が一人で最前線に送り込まれることを避けるためにアニメスタッフの代表として表に出始めた。以降は他の作品で出ないのは筋が通らないとして、露出が増加した。以前の露出の少なさを表すエピソードとして、『無限のリヴァイアス』（初監督で余裕がなかった事と、すでに脚本家としての知名度があった黒田洋介のネームバリューを前面に出した取材方針を打ち出したほうが良いという考えから裏方に徹していた）のファンから生の声を聞くために同作のキャラクターデザインの平井久司、設定制作の下村敬治と共にファンサイトのオフ会へ参加した際、最後に正体を明かすまで監督として認識されなかったことが語られている。また、その場で自分が監督の谷口だと明かした時に、ファン達がカラオケでオープニング曲を歌ってくれた事で作品が視聴者の心に届いていたことを知って感無量となり、このことがきっかけで改めて「監督・谷口悟朗」の自覚が生まれたという。
今川泰宏と川瀬敏文、そして高橋良輔を師匠としている。また、自身に影響を与えた人物を、子供の頃からの剣道の師匠と、谷口が通っていた日本映画学校の学長を務めていた映画監督である今村昌平を挙げている。まだ無名の頃から仕事を出したり認めてくれていたとして、Production I.Gの石川光久とBONESの南雅彦の両プロデューサーにも信頼を示している。
現場を円滑に動かしやすくするという意味で、自身の作品には決まって特定の役者やスタッフを用いる傾向にある。その1人である酒井ミキオの楽曲「SPIRITS」には、谷口も作詞として参加している。
漫画原作者としてシナリオライターとしても活動している。

## 作品リスト

### 劇場アニメ
2010年
- 劇場版メタルファイト ベイブレードVS太陽 灼熱の侵略者ソルブレイズ（絵コンテ）

2011年
- スクライド オルタレイション TAO（監督）

2012年
- スクライド オルタレイション QUAN（監督）

2017年
- コードギアス 反逆のルルーシュI 興道（監督、絵コンテ・構成）

2018年
- コードギアス 反逆のルルーシュII 叛道（監督、絵コンテ・構成）
- コードギアス 反逆のルルーシュIII 皇道（監督、絵コンテ・構成）

2019年
- コードギアス 復活のルルーシュ（監督、ストーリー原案、絵コンテ）

2022年
- ONE PIECE FILM RED（監督）

2024年
- BLOODY ESCAPE -地獄の逃走劇-（原案、監督、脚本）

2026年
- パリに咲くエトワール（原作、監督）

### OVA
1989年
- アーシアン（制作進行）
- やじきた学園道中記（制作進行）

1990年
- 暗黒神伝承 武神（制作担当）
- 1+2=パラダイス（制作担当）
- 風魔の小次郎 聖剣戦争篇（制作デスク）
- アーシアンII（制作デスク）
- 魔獣戦線（制作担当）
- 押忍!!空手部（制作デスク）
- DELUXE ARIEL 接触編 THE BEGINNING（制作デスク）

2009年
- DOGS/BULLETS&CARNAGE（制作協力）

2012年
- コードギアス 反逆のルルーシュ ナナリーinワンダーランド（監修（大河内一楼との連名））
- コードギアス 亡国のアキト（原作（大河内一楼との連名））

2024年
- コードギアス 奪還のロゼ（ストーリー原案（大河内一楼との連名））

### WEBアニメ
2024年
- Enter The Garden（クリエイティブプロデューサー、ストーリー）

### イベント・読者プレゼントOVA
- ONE PIECE 倒せ!海賊ギャンザック（1998年）監督（ジャンプ・スーパー・アニメツアー'98上映作品）
- 完全勝利ダイテイオー（2001年）絵コンテ

### 作詞
2009年
- 福山潤「心はキミの影になりにき」
- 玉城内務掃拭賛助官黄金兄弟岩石回転楽団「オンリーロード 玉城!」

2012年
- 酒井ミキオ「SPIRITS」（酒井ミキオ共同）

2016年
- 船坂康晴(CV:大川透)「戦う怒龍號の歌」

2018年
- 黒の騎士団ほか「ゼロこそ我等が希望」
- 相坂優歌「今はここに」（沖野俊太郎共同）
- Rayflower「螺旋のピース」（田澤孝介共同）

2021年
- デマイン合唱団「デマイン合唱団のうた」（中島かずき共同）
- 乃藍「信念を示す者たちよ」

### その他
- コードギアス 漆黒の蓮夜（2010年）原案・脚本
- 谷口悟朗のエンタメ無法地帯（2008年-2016年）チャンピオンREDコラム連載
- ĀTRAIL‐ニセカヰ的日常と殲滅エレメント‐（2015年-2018年）脚本